# Chavagnac, Cantal
Chavagnac är en kommun i departementet Cantal i regionen Auvergne-Rhône-Alpes i mitten av Frankrike. Kommunen ligger  i kantonen Murat som ligger i arrondissementet Saint-Flour. År 2022 hade Chavagnac 91 invånare.

## Befolkningsutveckling
Antalet invånare i kommunen Chavagnac
Referens:INSEE